# 넥쉬즈
넥쉬즈(Nexuiz, 넥수이즈)는 에일리언트랩이 개발하고 배급한 1인치요 슈팅 비디오 게임이다. 이 게임과 게임 미디어는 GNU 일반 공중 사용 허가서(GPL)로 배포되며 퀘이크 엔진의 수정판인 다크플레이시스 엔진을 사용한다. 리메이크 작품 넥쉬즈가 스팀, 엑스박스 360용으로 출시되었으며 크라이엔진 3를 사용한다. 오리지널 게임은 2005년 5월 31일 출시되었다.

## 게임플레이

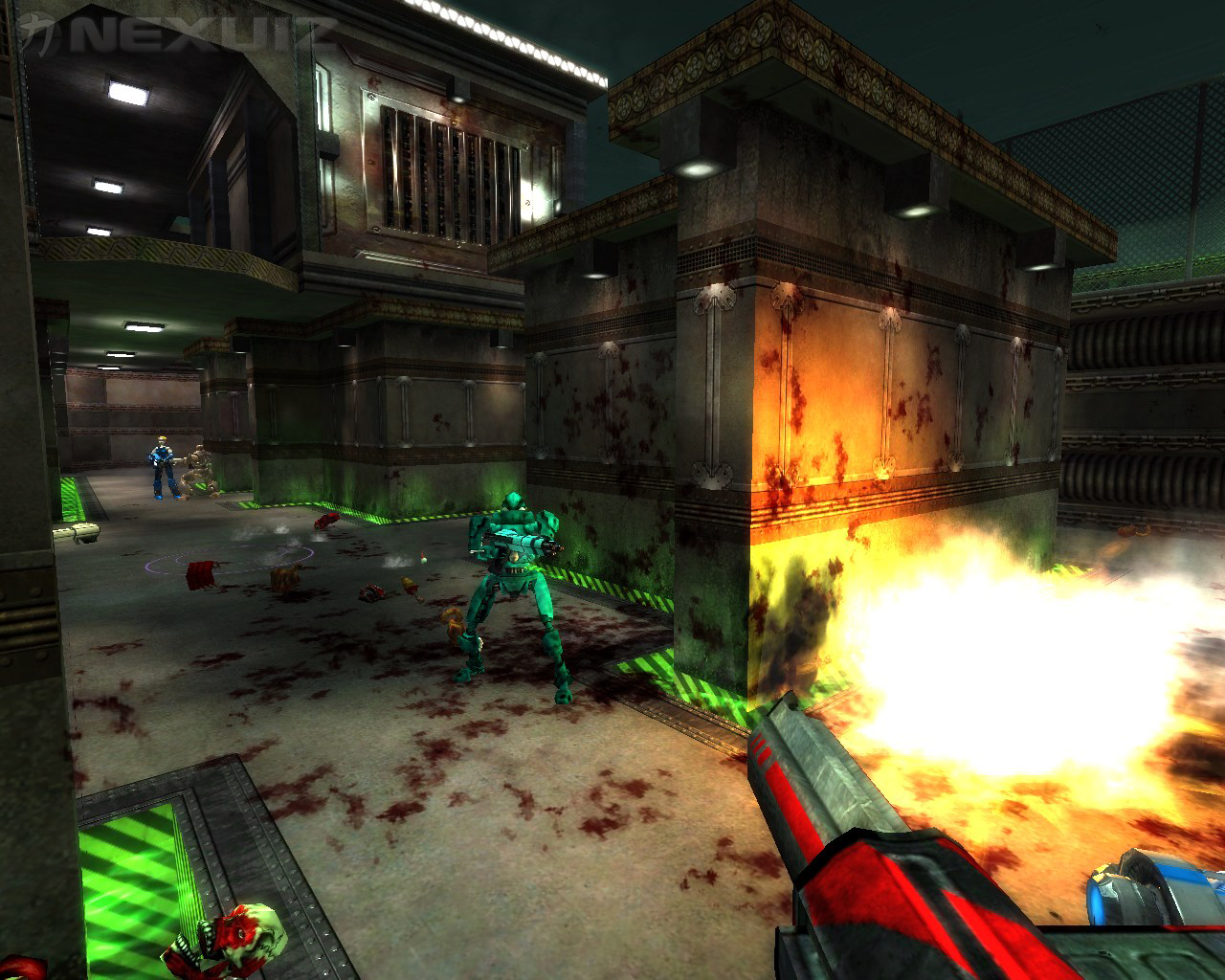
넥쉬즈 게임플레이

넥쉬즈는 주로 다인용 게임이며 게임을 위한 호스팅과 참가를 허용한다. 새로운 게임 유형이나 이에 빠르게 적용되는 컨벤션을 지원한다.

## 같이 보기
- 퀘이크 (비디오 게임 시리즈)